# 泊地

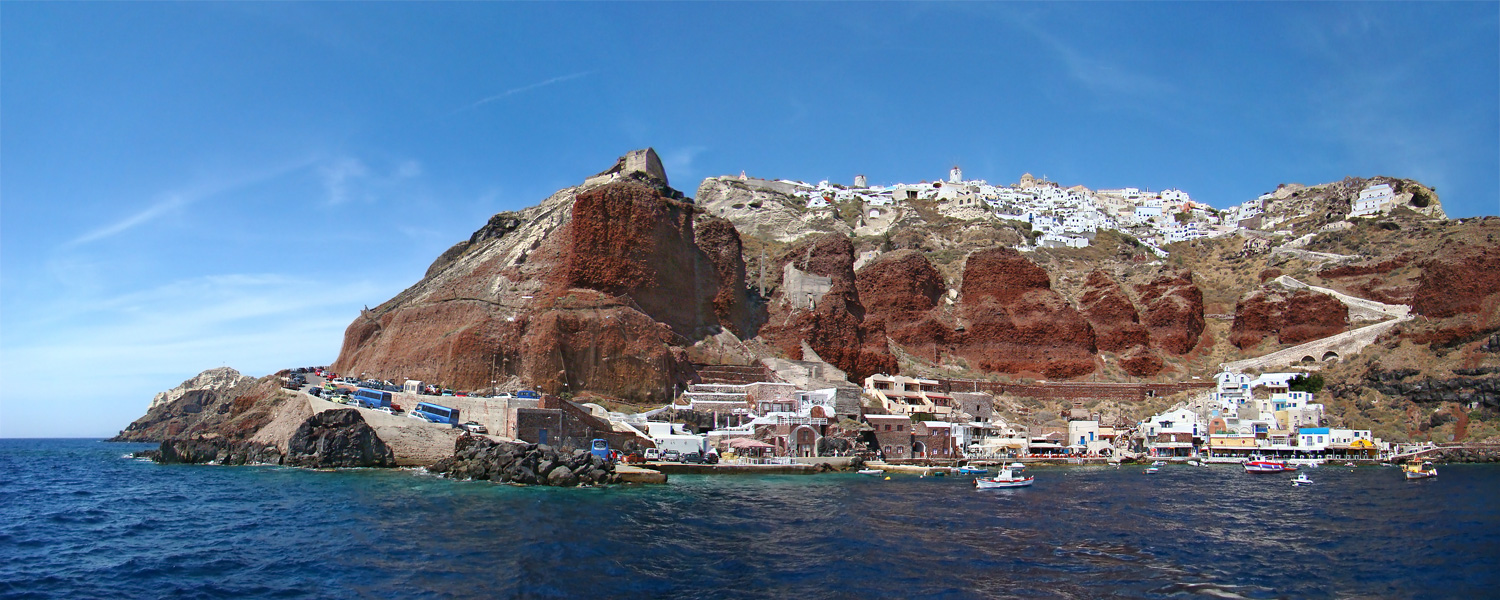
希腊圣托里尼阿穆迪灣

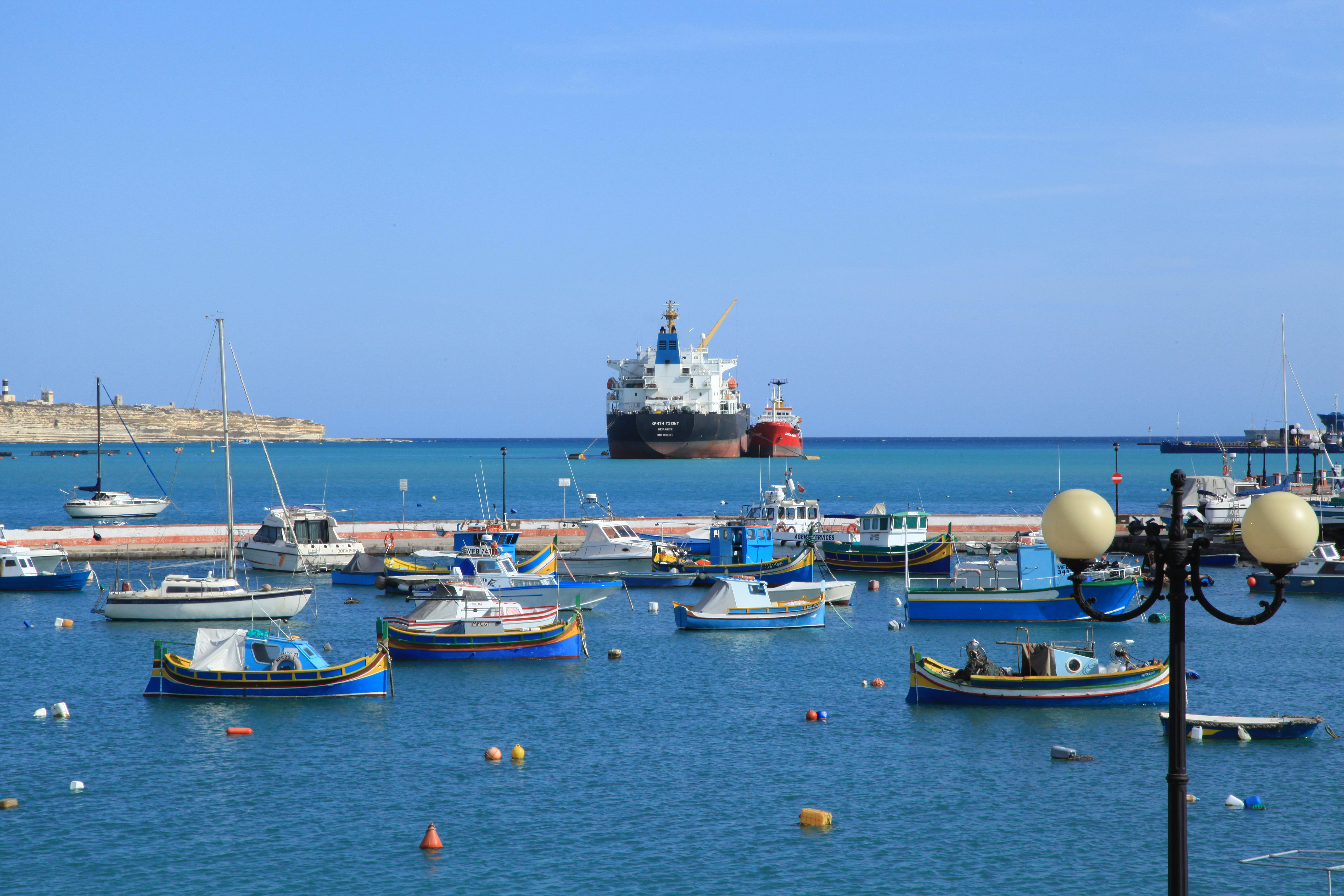
聖埃倫娜號（Santa Elena）在马耳他的比爾澤布賈泊地加油（或卸貨）

泊地（英語：roadstead），又稱錨地、錨泊區 ，是一片不受海浪、潮水或離岸流影响的水体，船舶會在此處停泊而不受海水影響。 泊地通常位於河口，它可能是天然或人工挖掘而成。

## 定義
等待进入港口或形成船隊的船隻會在泊地等待。泊地可以為船隻提供安全的保障，免受外海風浪的侵擾。如果泊地夠安全和方便，人們會在泊地轉運货物、物资或甚至是軍隊；又或者會透過驳船來與港口交換物資。 在帆船时代，有些船隻需要等待合適的風向才能啟航，那時船就會在锚地內（例如唐斯或雅茅斯）等待風向變化。

## 图集

世界各地的泊地
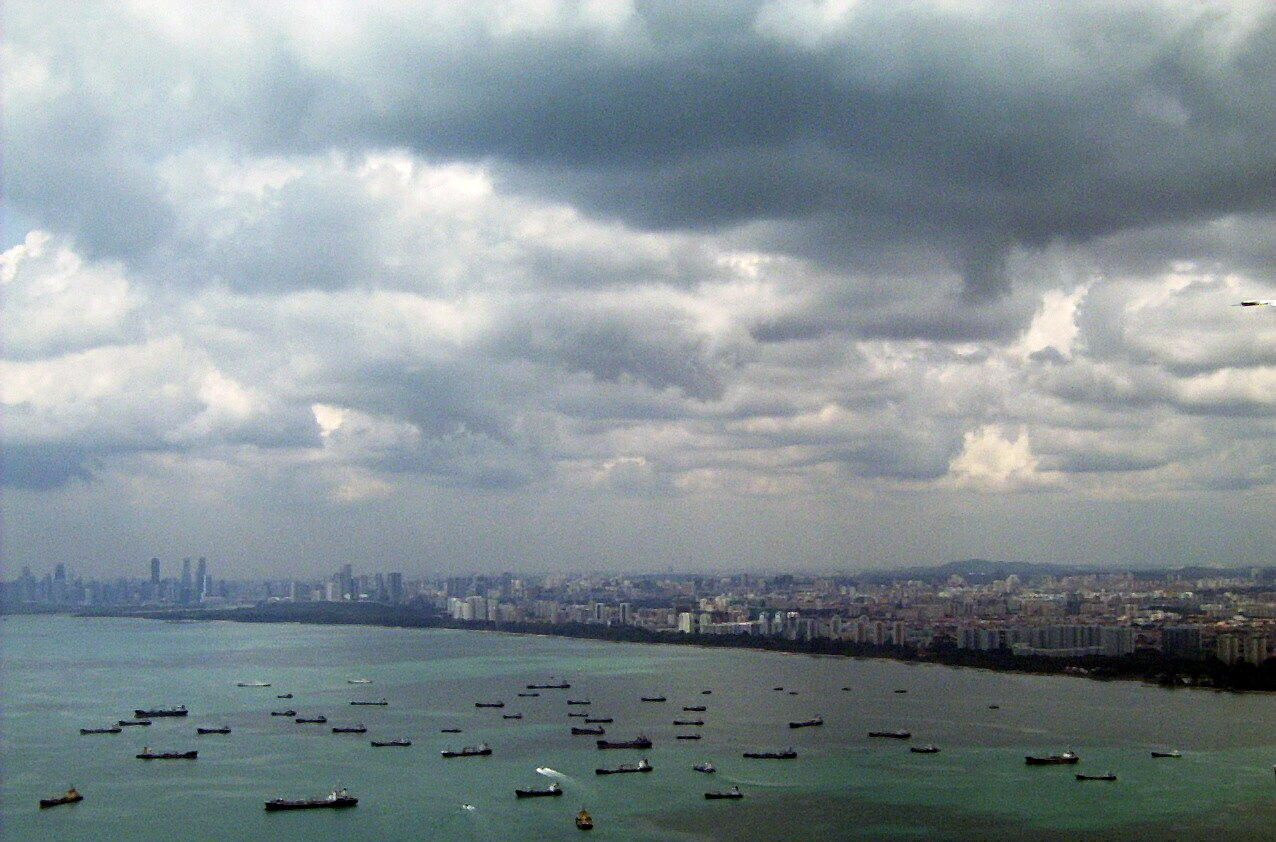
新加坡泊地
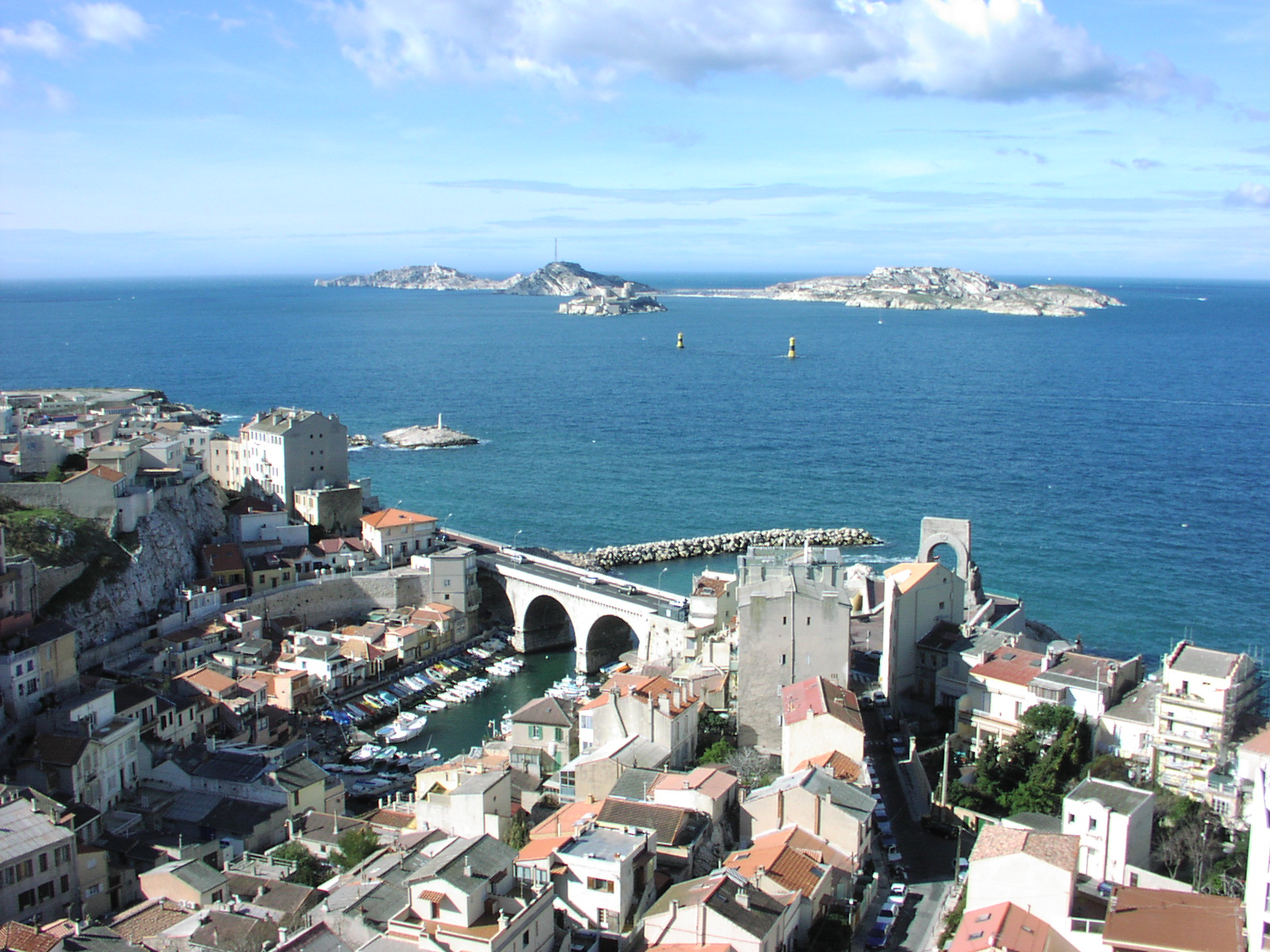
馬賽泊地
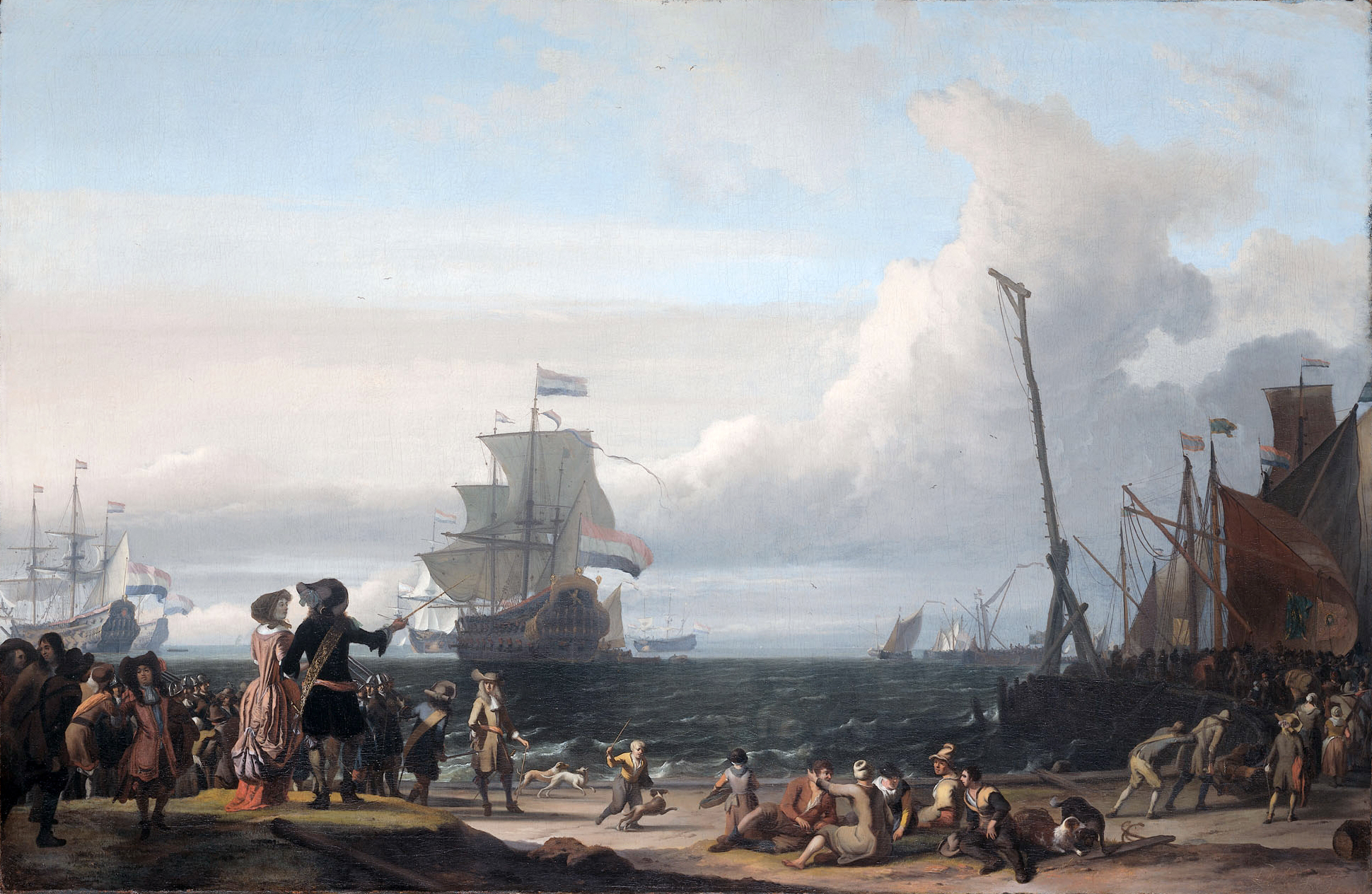
1671 年，德塞尔泊地上的荷蘭船隻
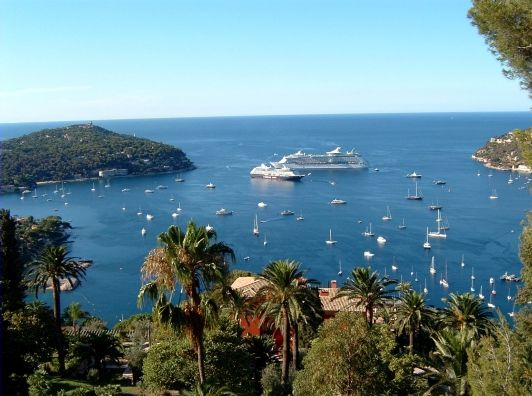
滨海自由城泊地
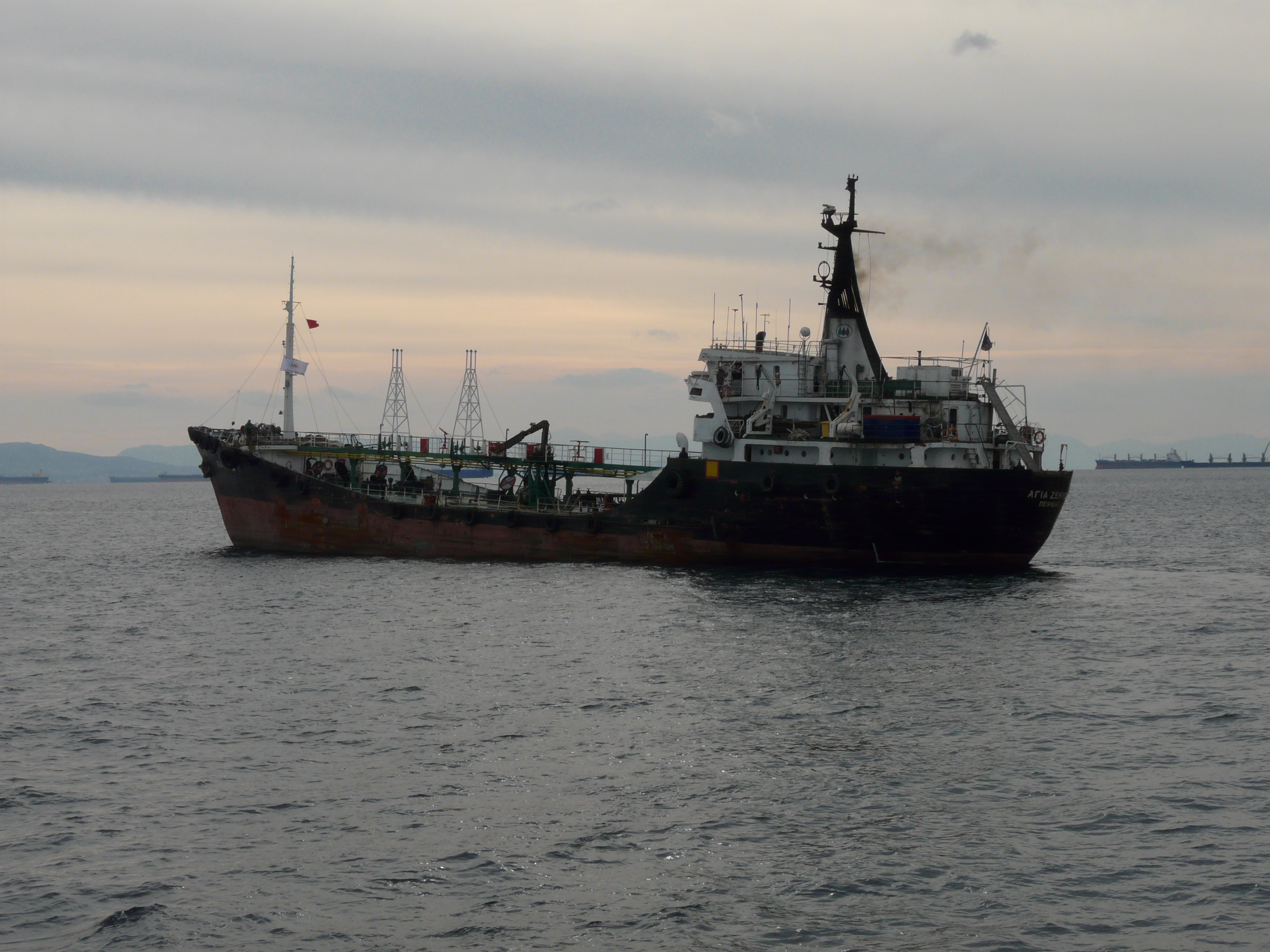
希腊燃料船 AGIA ZONI III 在比雷埃夫斯泊地
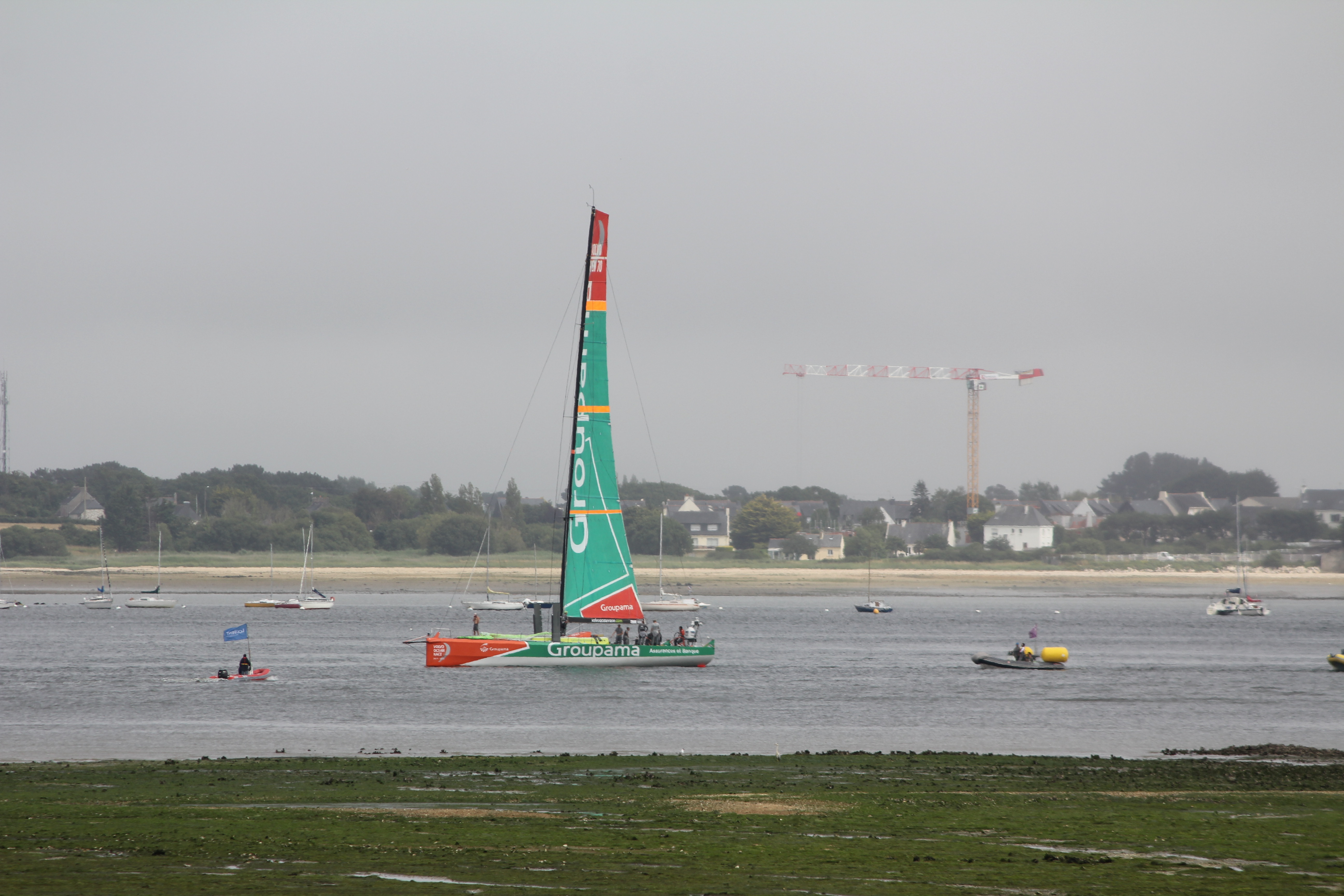
2012 年沃尔沃环球帆船赛在洛里昂泊地內舉行
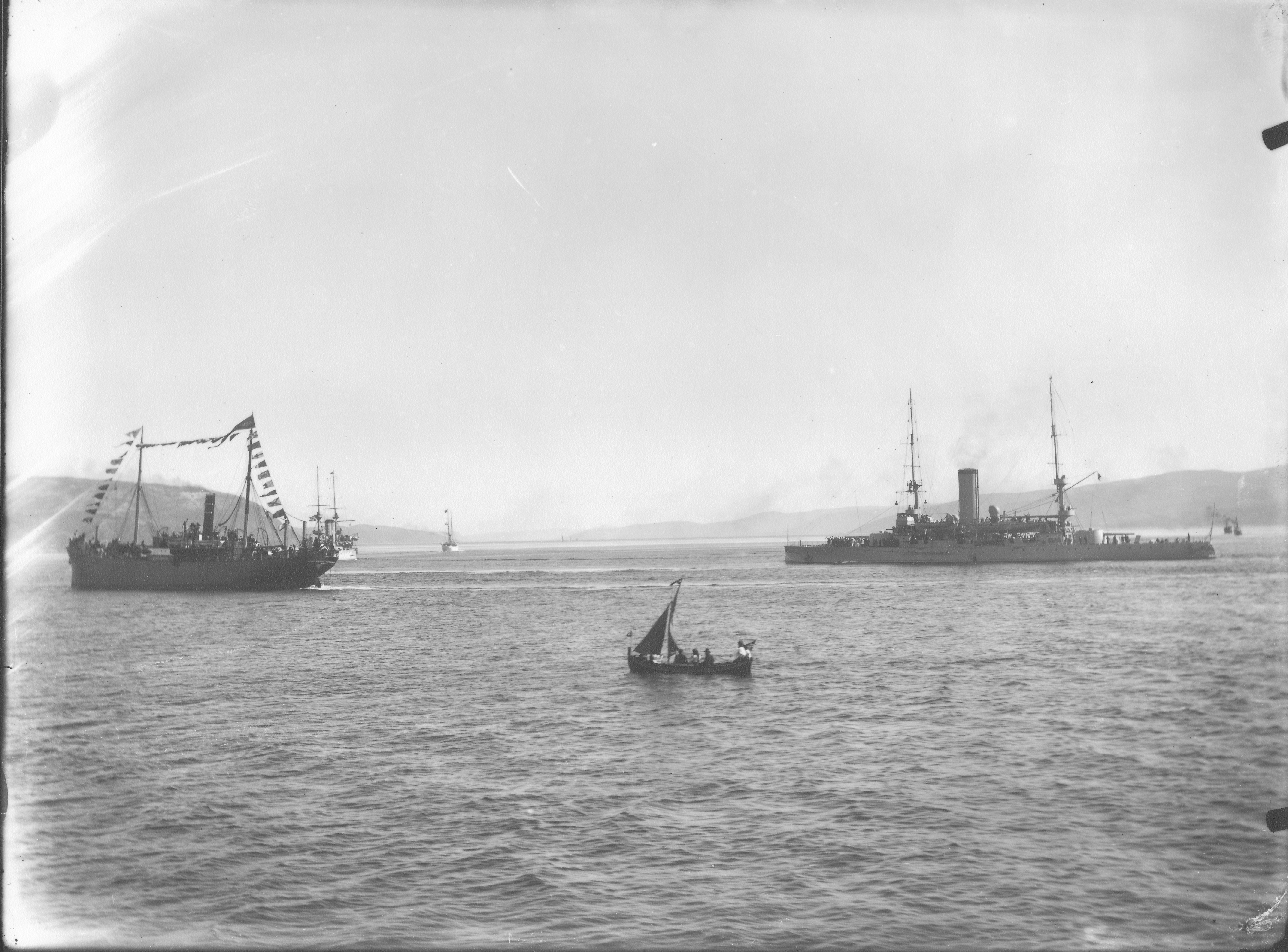
1906年HNoMS Harald Hårfagre或Tordenskiold在特隆赫姆泊地
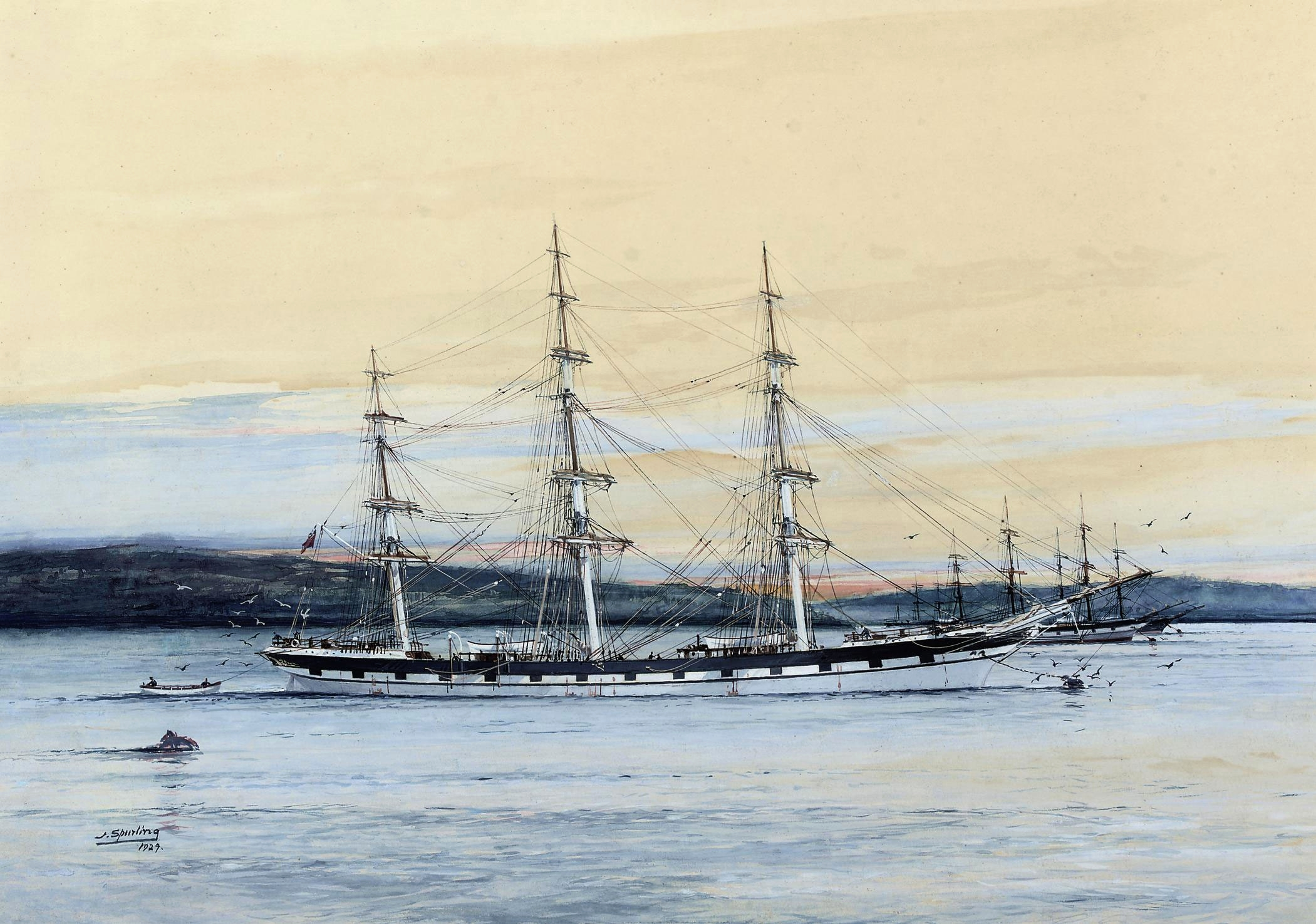
锚在泊地的金羊毛號（1929年傑克·斯普林（英语：Jack Spurling）繪）

## 腳註
1. ↑  舉例來說，二戰期間許多到達英國的商船或軍艦會到克萊德河河口的泊地交換物資。[5]

## 外部連結
- 世界大型港口的港口类型 （页面存档备份，存于），霍夫斯特拉大学網站
- 港口和海洋距离 （页面存档备份，存于）， searoutes.com